# النا آندریچوا
النا آندریچوا (اوکراینی: Олена Андрейчева؛ انگلیسی: Elena Andreicheva؛ زادهٔ کی‌یف) مستندساز بریتانیایی-اوکراینی است. او در سال ۲۰۲۰ برنده جایزه اسکار شد.

## زندگی و حرفه
النا آندریچوا اهل اوکراین است اما در بریتانیا زندگی و کار می‌کند. او ابتدا در رشته فیزیک تحصیل کرد و سپس مدرک کارشناسی ارشد خود را در رشته روزنامه‌نگاری علمی به پایان رساند.
او در سال ۲۰۱۶ فیلم کوتاه لهستانی برگرد به خانه را ساخت که در جشنواره فیلم «استتیکا» انگلستان و جشنواره فیلم کوتاه لندن به نمایش درآمد. این فیلم در جشنواره بین‌المللی فیلم لهستان نیز شرکت داشت.
النا آندریچوا در نود و دومین دوره جوایز اسکار در سال ۲۰۲۰، نامزد دریافت جایزه اسکار بهترین مستند کوتاه برای فیلم دختران اسکیت‌بورد افغانستان (با نام اصلی آموزش اسکیت‌بورد در منطقه جنگی (اگر دختر هستید)) شد و به‌عنوان تهیه‌کننده فیلم همراه با کارول دیسینگر (کارگردان فیلم)، این جایزه را به‌دست آورد. این فیلم همچنین برنده جایزه بهترین فیلم کوتاه بریتانیایی در جوایز بفتا شد.